# Guangzhouwan

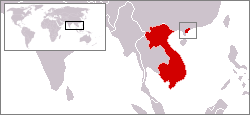
Localização de Guangzhouwan, próximo da Indochina francesa

Kwang-Chou-Wan, Guangzhouwan ou Kwangchowan (chinês simplificado: 广州湾, pinyin: guǎngzhōuwān) era um pequeno enclave na costa sul da China cedido pela Dinastia Qing para a França como um território arrendado, e governado pela França como um anexo da Indochina francesa.  O território não experimentou o rápido crescimento populacional que outras partes costeiras da China experientaram, subindo apenas de 189.000 em 1911  para 209.000 em 1935 . A colônia foi invadida e tomada pelo Japão em fevereiro de 1943, sendo devolvida a França em 1945 e, finalmente, devolvida à China em 1946 , em que ponto o seu nome original de Zhanjiang foi restaurado. [carece de fontes?]

## Ver Também
- Concessões estrangeiras na China